# Qarawīyīn-Moschee

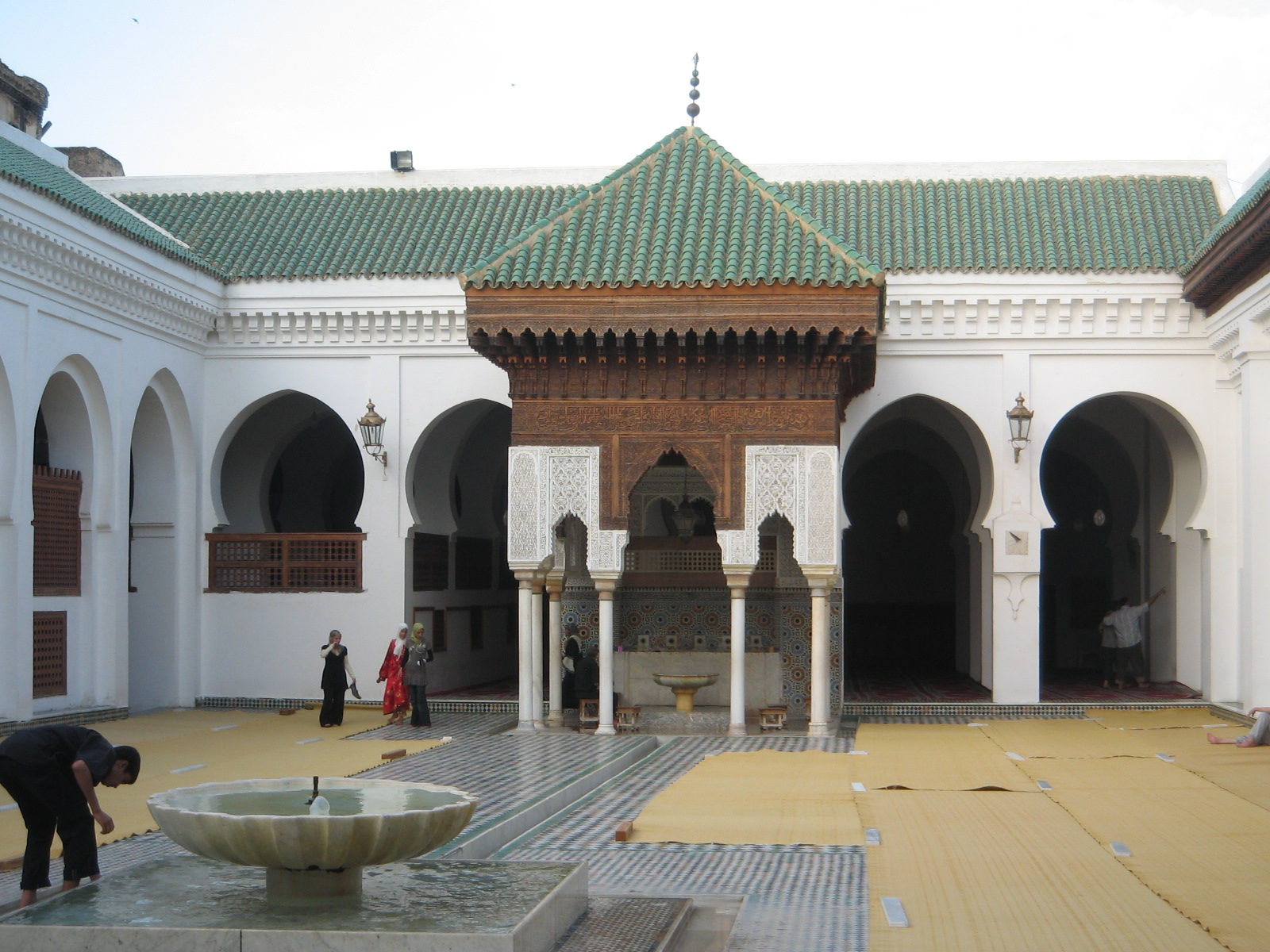
Im Zentrum des Innenhofs steht ein dreigeteiltes Brunnenbecken für die vom Koran (Sure 4,43 und Sure 5,6) vorgeschriebenen Waschungen. Weitere Becken befinden sich in den seitlichen Pavillons.

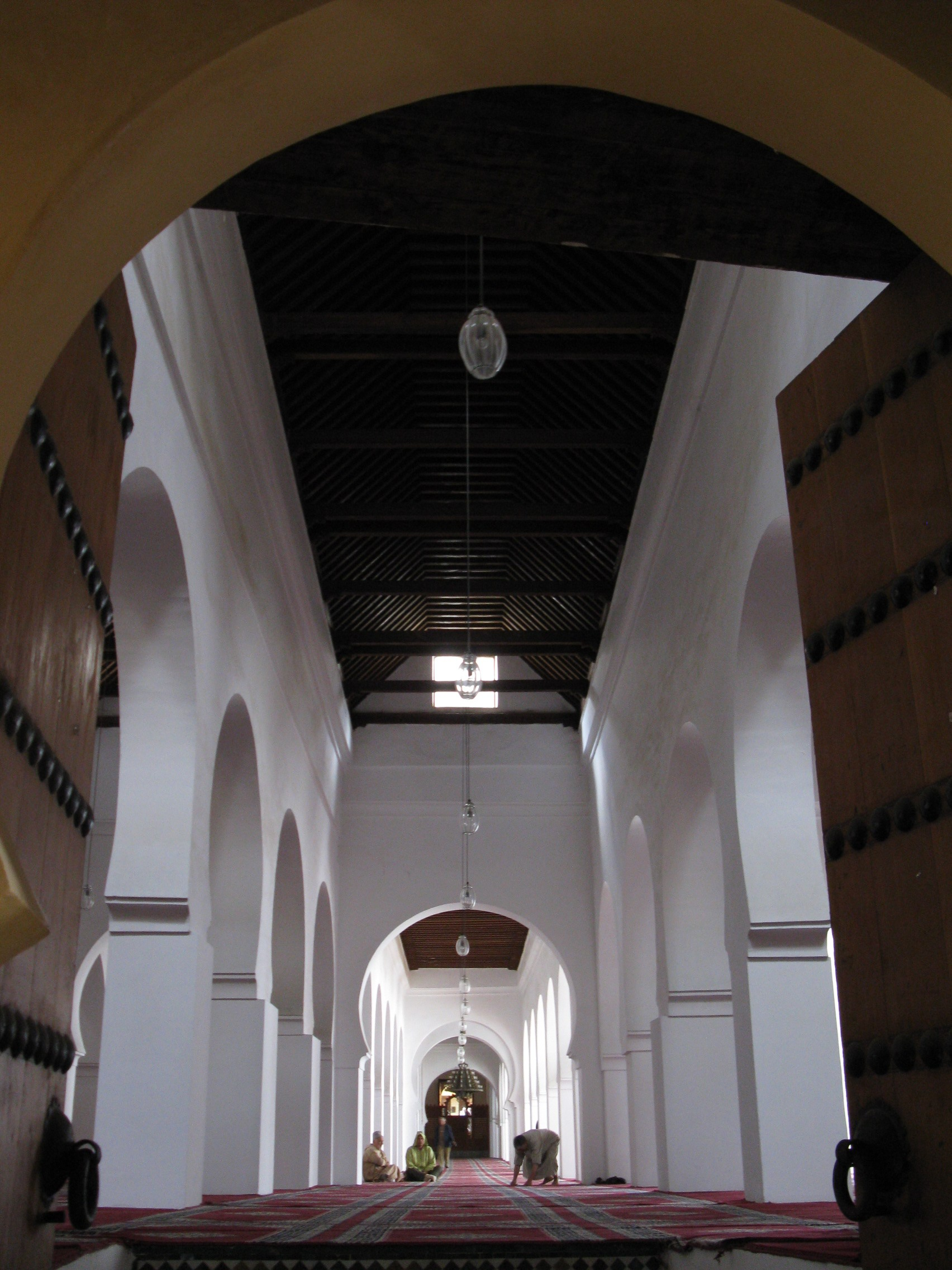
Gebetsraum der Moschee

Die Qarawīyīn-Moschee (arabisch جامع القرويين Dschāmiʿ al-Qarawīyīn, DMG Ǧāmiʿ al-Qarawiyyīn) inmitten der Medina von Fès-el-Bali ist die historisch und politisch bedeutendste Moschee Marokkos.

## Geschichte
Die Qarawīyīn-Moschee wurde im Jahre 857 (oder 859) von der wohlhabenden Kaufmannstochter Fātima al-Fihrīya, deren Vater zu Beginn des 9. Jahrhunderts aus Qairawān nach Fès ausgewandert war, gestiftet. Wegen der stetig zunehmenden wirtschaftlichen, kulturellen und religiös-politischen Bedeutung von Fès wurde der eher kleine Ursprungsbau in den folgenden Jahrhunderten immer wieder erweitert und reicher ausgestattet. Seine heutige Gestalt erhielt der Moscheebau im Wesentlichen unter den Almoraviden.

## Architektur
Der gesamte Moscheebau ist aus Ziegelstein gemauert und weiß verputzt. Alle Bögen sind als Hufeisenbögen ausgebildet. Die vielen Satteldächer leiten das Regenwasser in aquäduktähnliche Auffangrinnen. Die grün glasierten Dachziegel geben nicht den Originalzustand wieder, denn Glasurtechniken wurden im islamischen Westen erst im 11./12. Jahrhundert bekannt (vgl. Minarett der Koutoubia-Moschee in Marrakesch).

### Innenhof
Der heutige Haupteingang ermöglicht einen Blick in einen kleinen Teil des Innenhofs (ṣaḥn) mit seiner zentralen dreigeteilten Brunnenanlage für die vor dem Gebet vorgeschriebenen Waschungen. Die gesamte Hoffläche ist mit blau und weiß glasierten Kacheln bedeckt. Unter den Saadiern wurde der Hof im 16. Jahrhundert um zwei seitliche, mit weiteren Brunnenschalen ausgestattete Pavillons bereichert, die mit ihren schlanken Säulengruppen entfernt an zwei ähnliche Bauten im Löwenhof der Alhambra erinnern; hier jedoch ist der obere Bereich – in typisch marokkanischer Tradition – mit geometrischen Schnitzereien aus Zedernholz gestaltet.

### Gebetsraum
Die Stützen des im Wesentlichen aus 21 Längsschiffen und 10 Querschiffen bestehenden Gebetsraums der Qarawīyīn-Moschee sind – im Gegensatz zu den antiken Säulenspolien der großartigen Vorläufer in Qairawān und Córdoba – aus Ziegelstein gemauerte und anschließend weiß verputzte Pfeiler, auf welchen dekorlose Hufeisenbögen ruhen. Nur die gewölbten Decken der auf die Mihrab-Nische zulaufenden, leicht erhöhten Mittelschiffsjoche wurden in der 1. Hälfte des 12. Jahrhunderts mit einem reichen Muqarnas-Stuckdekor versehen.
Ehemals war die Moschee durch Tore von drei Seiten aus zugänglich und bot – bei einer Grundfläche von ca. 85 × 70 m – maximal etwa 20.000 Gläubigen Platz zum Gebet, doch wird diese Zahl heutzutage selbst beim Freitagsgebet bei weitem nicht erreicht.

### Minarett

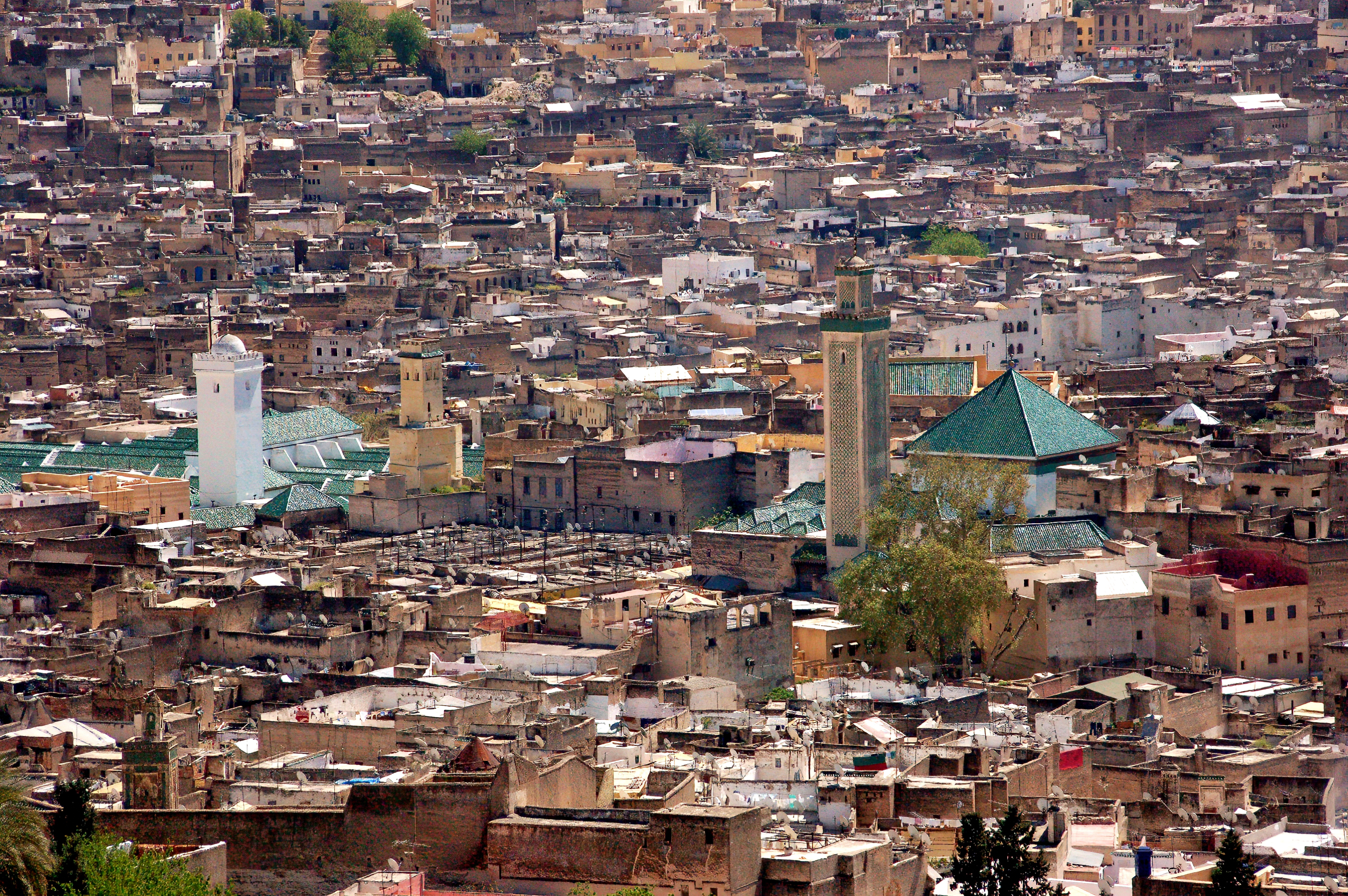
Qarawīyīn-Moschee mit Minarett (links im Bild)

Das unter dem spanischen Umayyaden-Kalifen Abd ar-Rahman III. in der Mitte des 10. Jahrhunderts aus Hausteinen errichtete und – anders als in Kairouan – weitgehend ungegliederte Minarett (siehe Weblink) ist eines der frühesten im gesamten Maghreb. Es besteht aus einem dekorlosen und ungegliederten Turmschaft, der lediglich im oberen Teil von Zwillingsfenstern (ajimeces) durchbrochen wird. Darüber befindet sich eine geringfügig auskragende und von zinnenbekrönten Mauern eingefasste Plattform. Den architektonischen Abschluss des insgesamt nur etwa 30 m hohen Minaretts bildet eine Kuppel. Ein ähnliches Minarett hat sich an der Moschee der Andalusier (Dschāmiʿ al-Andalusīyīn / جامع الأندلسيين / Ǧāmiʿ al-Andalusiyyīn), unweit der Qarawīyīn, erhalten.

## Ausstattung
Der Minbar der Qarawīyīn-Moschee stammt aus almoravidischer Zeit (um 1135). Kurze Zeit später wurde das Mittelschiff mit fünf Bronzeleuchtern ausgestattet, die in ihrem Kern aus in Spanien erbeuteten Kirchenglocken bestehen.

## Bedeutung
Die Qarawīyīn-Moschee ist – neben der etwa gleichzeitig in Fès entstandenen Moschee der Andalusier – der älteste erhaltene Moscheebau in Marokko. Die angeschlossene Universität al-Qarawīyīn ist wohl die älteste Universität in der islamischen Welt. Die reichhaltige Handschriftenbibliothek – Maktabat al-Qarawīyīn – ist seit Jahrhunderten die wichtigste Sammelstelle islamischer Handschriften des Landes.